# 夏揚島
夏揚島（英語：Siayan、伊巴丹語：Ditarem），是位於巴丹群島的島嶼之一，目前由巴丹群島省伊巴雅特市管轄，為一座無人島。
經過學者的考察，在1300年前，島上曾有人類在此生活。

## 地理
附近島嶼的居民也將此島稱作「Ditarem」，島上的死火山為最高處，海拔約165公尺。
島上主要植被是熱帶植物，並棲息著椰子蟹、螞蟻、鳥類。海岸線由岩石峭壁和沙灘組成。
東北岸有不少獨立礁岩，因此對於大型船隻而言，與瑪勿蒂斯島之間的海峽並不安全。

## 位置
島嶼與菲律賓呂宋島約295公里、瑪勿蒂斯島約4公里、伊巴雅特島約8公里的距離，和臺灣蘭嶼則距離大約190公里左右。